# Frank Strobel

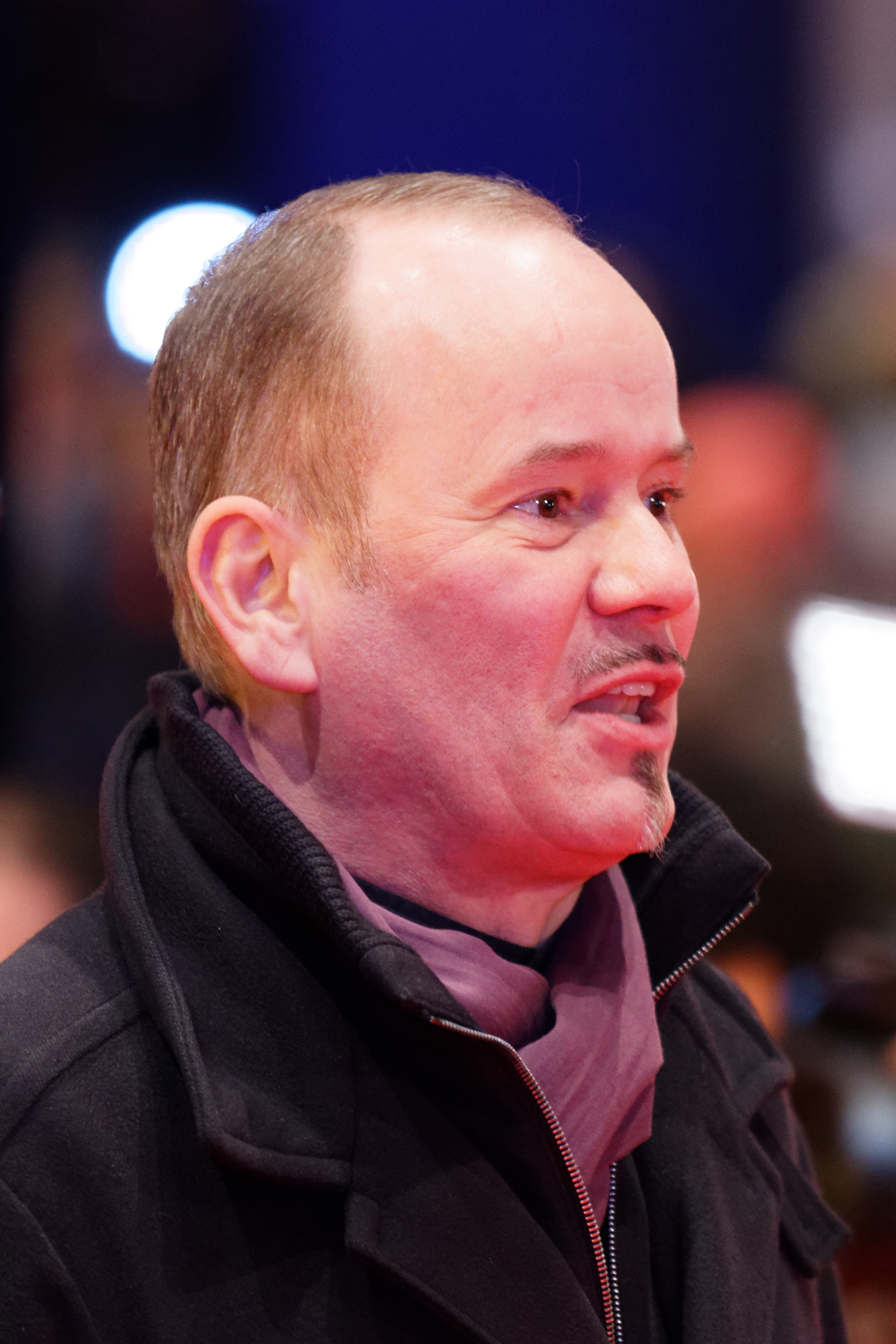
Frank Strobel (2017)

Frank Strobel (* 1966 in München) ist ein deutscher Dirigent, der u. a. bekannt ist für Erst- und Wiederaufführungen von Werken der Komponisten Sergei Prokofiev, Franz Schreker und Siegfried Wagner. Er ist autorisierter Bearbeiter und Herausgeber von Werken des Komponisten Alfred Schnittke und hat diesem Komponisten seit 2001 im deutschsprachigen Raum u. a. zu einem Renommee als Filmkomponist verholfen. Darüber hinaus leistet Strobel seit Jahren Pionierarbeit im interdisziplinären Bereich von Film und Musik und ist einer der Protagonisten der Film in concert-Bewegung.

## Biographie
Aufgewachsen im Umfeld des Kinos seiner Eltern, kam Strobel schon früh mit Musik in Berührung. Er erlernte das Filmvorführen und entwickelte eine enge Beziehung zu den Filmen und damit auch zur Filmmusik. Er wurde schließlich Musiker und avancierte später zum Dirigenten.
Zu Alfred Schnittke hatte er bis zu dessen Tod eine besondere künstlerische Beziehung, die sich in zahlreichen Premieren und CD-Einspielungen mit dem Rundfunk-Sinfonieorchester Berlin (RSB) widerspiegelt. Er dirigierte 1992 unter den Augen der Zuschauer des ZDF Alfred und Andrej Schnittkes Musik zum Stummfilm Die letzten Tage von St. Petersburg in der Alten Oper in Frankfurt. 1993 spielte er mit den Moskauer Philharmonikern Schnittkes Komposition zu Yuri Karas Michail-Bulgakow-Adaption Meister und Margarita und mit dem Russischen Nationalorchester die Premiere des concerto grosso Nr. 5 ein. Für Deutschlandradio und ZDF/Arte leitete er u. a. 1997 die Einspielung und die Frankfurter Uraufführung der 130-minütigen Filmmusik für großes Orchester zu Die Generallinie (Sergej Eisenstein / Musik: Taras Bujevski) mit dem Rundfunk-Sinfonieorchester Berlin.
Bis 1998 war er Chefdirigent des Filmorchesters Babelsberg. Seit 2000 leitet er die Europäische FilmPhilharmonie und ist außerdem künstlerischer Berater des Stummfilmprogramms von ZDF/ARTE.
In den Jahren nach 2000 nahm er zusammen mit dem RSB einige Stücke Schnittkes auf, die er auf dessen Wunsch bearbeitet hatte und damit gleichzeitig zum ersten Mal der Öffentlichkeit präsentierte. 2003 und 2004 hatte er in Berlin und Moskau großen Erfolg mit dem Konzert zum Film Alexander Newski mit der Musik von Sergei Prokofjew, das er erneut mit dem RSB aufführte. Auch hier handelte es sich um eine von Strobel bearbeitete Uraufführung. Er rekonstruierte die Original-Partitur und stellte sie neu zusammen. Dafür erhielt er im November 2004 im Bolschoitheater in Moskau die höchste zivile Auszeichnung Russlands.
2006 wurde der Film Rosenkavalier zur Musik von Richard Strauss – gespielt von der Sächsischen Staatskapelle Dresden – unter der Leitung Strobels wiederaufgeführt. Nach seiner Arbeit an Originalmusiken und der Schaffung von neuer Musik konnten 40 Stummfilmklassiker vertont werden, erstrahlten unter seiner Leitung in Konzerthäusern und Kinos in neuem Glanz und erfreuen sich eines großen Interesses, vor allem durch die Ausstrahlungen der Fernsehsender ZDF, Arte, SDR, SR und 3sat, die die Veranstaltungen in Zusammenarbeit mit DeutschlandRadio Berlin größtenteils aufzeichneten. Hervorragendes Medienecho fanden besonders sein Dirigat des RSB bei der Welturaufführung der rekonstruierten Fassung von Metropolis am 12. Februar 2012 im Berliner Friedrichstadtpalast, wo er auch 2016 Fritz Langs Film Der müde Tod in der digital restaurierten Fassung mit der neuen von ZDF/ARTE in Auftrag gegebenen Filmmusik von Cornelius Schwehr zur Uraufführung brachte.
Frank Strobel war zuletzt Chefdirigent des WDR Funkhausorchesters in Köln.
Frank Strobel arbeitet auch für neue Kino- und Fernsehfilme und dirigiert dabei führende europäischen Orchester, etwa aus dem Vereinigten Königreich oder den Vereinigten Staaten, wobei er auch für Veröffentlichungen in Rundfunk und auf Schallplatte tätig ist. Strobel ist ein Weltenbummler, der durch seine Musik mittlerweile ganz Europa, Teile Nord-, Mittel- und Südamerikas und Asien bereiste.
Frank Strobel lebt heute in Berlin und Lyon.